# Sidney (Iowa)
Sidney es una ciudad ubicada en el condado de Fremont en el estado estadounidense de Iowa. En el Censo de 2010 tenía una población de 1138 habitantes y una densidad poblacional de 318,39 personas por km².

## Geografía
Sidney se encuentra ubicada en las coordenadas 40°44′45″N 95°38′40″O / 40.74583, -95.64444. Según la Oficina del Censo de los Estados Unidos, Sidney tiene una superficie total de 3.57 km², de la cual 3.57 km² corresponden a tierra firme y (0%) 0 km² es agua.

## Demografía
Según el censo de 2010, había 1138 personas residiendo en Sidney. La densidad de población era de 318,39 hab./km². De los 1138 habitantes, Sidney estaba compuesto por el 96.84% blancos, el 0.44% eran afroamericanos, el 0.53% eran amerindios, el 0.18% eran asiáticos, el 0% eran isleños del Pacífico, el 0.62% eran de otras razas y el 1.41% pertenecían a dos o más razas. Del total de la población el 1.58% eran hispanos o latinos de cualquier raza.